# Wat Tyler

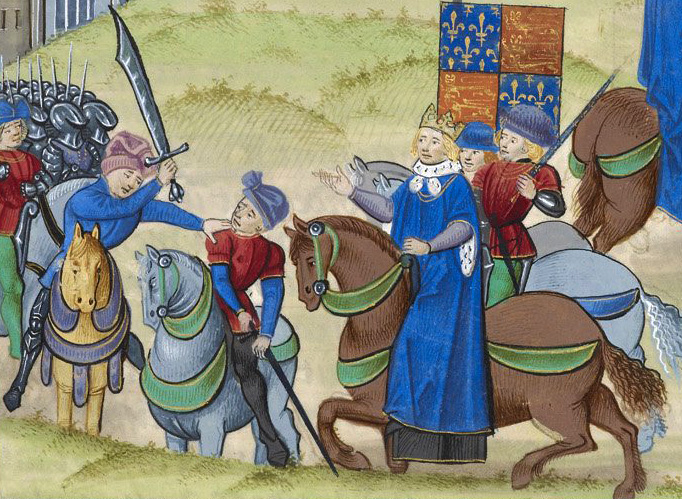
Wat Tylers död, från en handskrift från 1400-talet.

Wat Tyler, född 4 januari 1341 i Kent, död 15 juni 1381 i Smithfield, London, var en engelsk bondeledare och anförare av det så kallade Wat Tyler-upproret i England den 13 juni 1381. 
År 1351 försökte Englands kung införa maximilöner för att därigenom återställa lönerna till nivån före digerdöden. När sedan också nya skatter lades på alla över 15 år utbröt Wat Tyler-upproret.
"När Adam grävde och Eva spann, vem var då adelsman" frågade rebellerna sig trotsigt dagen innan de tågade in i London, där bland annat ärkebiskop Simon Sudbury slogs ihjäl. Det var således idéerna om människans lika rättigheter, idéer som skulle återkomma långt senare, som fördes fram.
Upproret krossades blodigt; Wat Tyler halshöggs och hans huvud spikades upp på London Bridge.